# Jean-Marc Gounon
Jean-Marc Gounon va ser un pilot de curses automobilístiques francès que va arribar a disputar curses de Fórmula 1.
Va néixer l'1 de juny del 1963 a Aubenas, Roine-Alps, França.

## A la F1
Jean-Marc Gounon va debutar a la quinzena cursa de la temporada 1993 (la 44a temporada de la història) del campionat del món de la Fórmula 1, disputant el 24 d'octubre del 1993 el G.P. del Japó al circuit de Suzuka.
Va participar en un total de nou curses puntuables pel campionat de la F1 disputades en dues temporades consecutives (1993 - 1994) aconseguint una novena posició com millor classificació a una cursa i no assolí cap punt vàlid pel campionat del món de pilots.

## Resultats a la Fórmula 1
| Any  | Equip           | Xassís  | Motor | 1   | 2   | 3   | 4   | 5   | 6   | 7     | 8      | 9       | 10      | 11      | 12     | 13      | 14     | 15      | 16      | Posició | Punts |
| ---- | --------------- | ------- | ----- | --- | --- | --- | --- | --- | --- | ----- | ------ | ------- | ------- | ------- | ------ | ------- | ------ | ------- | ------- | ------- | ----- |
| 1993 | Minardi Team    | Minardi | Ford  | SUD | BRA | EUR | SMR | ESP | MON | CAN   | FRA    | GBR     | ALE     | HUN     | BEL    | ITA     | POR    | JPN Ret | AUS Ret | -       | 0     |
| 1994 | MTV Simtek Ford | Simtek  | Ford  | BRA | PAC | SMR | MON | ESP | CAN | FRA 9 | GBR 16 | ALE Ret | HON Ret | BEL Ret | ITA 11 | POR Ret | EUR 15 | JAP     | AUS     | -       | 0     |

### Resum
| Curses: | Victòries: | Pòdiums: | Poles: | Voltes ràpides: | Punts: |
| ------- | ---------- | -------- | ------ | --------------- | ------ |
| 9 (9)   | 0          | 0        | 0      | 0               | 0      |